# L'Hort de la Pomera
L'Hort de la Pomera és una obra modernista d'Aldover (Baix Ebre) inclosa a l'Inventari del Patrimoni Arquitectònic de Catalunya.

## Descripció
Edifici de planta baixa i dos pisos, amb quatre façanes, la principal amb parral suportat davant sobre pilastres de maó. Presenta composició de buits en tres eixos verticals (les laterals en dos): l'eix central és format per porta d'accés amb arc rebaixat, balcó amb barana de forja al primer pis i finestra geminada amb dos arcs rebaixats al segon pis. A ambdós costats, finestres reixades a la planta baixa, balcons amb barana de forja al primer pis i amb barana de material ornamentat al segon pis. Per sobre de les obertures del segon pis, la cornisa de maó a nivell de terrat forma arcs ornamentals.
Obra de maçoneria ordinària, presenta terrat amb aparença emmerletada i petita torre centrada sobre el parament de la façana posterior, també acabada en merlets. Edifici voltat d'horts.